# SundanceTV
Pour les articles homonymes, voir Sundance.
Sundance TV (anciennement Sundance Channel) est une chaîne de télévision américaine spécialisée dans la diffusion de films indépendants américains ou étrangers, ainsi que des documentaires sur des thèmes aussi variés que l'écologie, la musique, le cinéma, l'art sous toutes ses formes. Elle doit son nom au festival de Sundance.

## Diffusion

### États-Unis
En 2004, Sundance Channel est codétenue par Viacom, Robert Redford et Universal. Elle est reprise par Rainbow Media en mai 2008. Rainbow est devenu AMC Networks en juin 2011.

### International
La chaîne a plusieurs déclinaisons, incluant la France, le Portugal, l'Espagne, la Malaisie, la Belgique (en Néerlandais), les Pays-Bas, la Pologne, la Corée du Sud, Singapour, le Canada et la Grèce.
La chaîne a été lancée en France sur Free et Alice en septembre 2009 alors que Numericable avait annoncé qu'elle serait lancée en juin mais elle arrive tout de même chez celui-ci une semaine après.
En France, la chaîne fut diffusée par Free, Numericable, SFR, Bouygues Télécom, à partir du 8 octobre 2015 sur Orange et du 9 février 2016 sur Canalsat.
En Belgique, la déclinaison française de la chaîne est diffusée sur VOO, Proximus et Telenet. Ces deux derniers opérateurs diffusent également la déclinaison flamande.
Le 8 février 2020, la version française de Sundance TV cesse sa diffusion, le groupe AMC Networks décidant de se retirer de la France et de la Belgique pour des raisons commerciales.

#### Canada
Au Canada, Sundance Channel était une chaîne de télévision spécialisée de catégorie B appartenant à Corus Entertainment entre 2010 et 2018.
Après avoir obtenu une licence auprès du CRTC pour le service The Drive-In Channel « consacré à une programmation s'adressant aux adultes de 18 à 49 ans qui inclura des films de ciné-parc et des séries B, incluant l'horreur, le suspense, les beach parties, les poursuites automobiles, ainsi que les questions sociales traitées dans les films B tels que la délinquance juvénile, les mères célibataires, les gangs de motards, etc. », CHUM Limited a lancé le service sous le nom de « Drive-In Classics » le 7 septembre 2001. CTVglobemedia a fait l'acquisition de la chaîne lors de son achat de CHUM Limited le 22 juin 2007. La programmation de la chaîne est ensuite devenue répétitive, sans entretien dans la programmation.
En 2009, Corus Entertainment a fait l'acquisition de la chaîne, et a relancé le service sous le nom de « Sundance Channel » le 1er mars 2010, après avoir conclu une entente avec Rainbow Media, qui ne possède aucune action dans la chaîne. Elle diffuse alors quelques émissions de la version américaine mais ne partage pas le même horaire, ainsi que des émissions canadiennes afin de remplir ses obligations. Contrairement à la version américaine, les films sont interrompus par des publicités. Une version haute définition a été lancée en avril 2013 aux abonnés de Telus Télé Optik. Corus a mis fin à la chaîne le 1er mars 2018.

## Identité visuelle

Ancien logo de Sundance Channel.
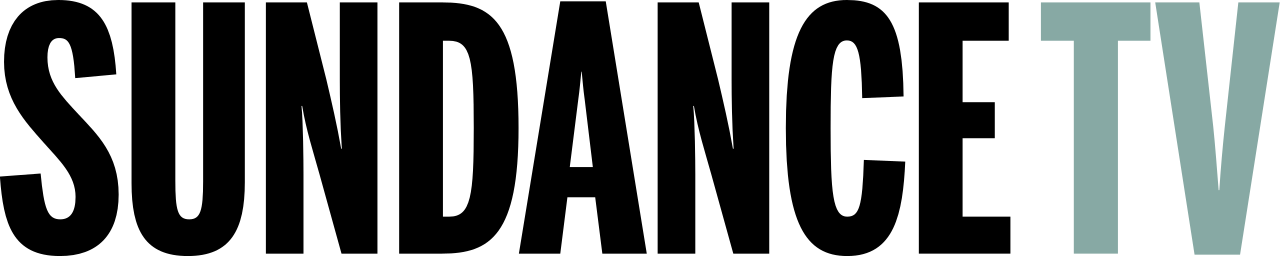
Logo actuel de Sundance TV.

## Programmation

### Séries télévisées
- Top of the Lake (mini-série, 2013)
- Rectify (série télévisée, 2013–2016)
- The Red Road (série télévisée, 2014–2015)
- The Honourable Woman (mini-série, 2014)
- One Child (en) (mini-série, 2014)[8]
- Deutschland 83 (série allemande, 2015)
- Hap and Leonard (2016–2018)
- Cleverman[9] (co-production Australie/Nouvelle-Zélande, depuis le 1er juin 2016)
- Liar : la nuit du mensonge (Liar) (depuis le 29 septembre 2017)[10]
- This Close (depuis le 14 février 2018 sur SundanceNow)[11]
- Deutschland 86 (série allemande, 2018)
- State of the Union (en) (depuis le 6 mai 2019)[12]
- Le Nom de la rose (The Name of the Rose) (série italo-allemande, dès le 23 mai 2019)[13]

### Télé-réalité
- Dream School (en) (télé-réalité, depuis 2013)
- Push Girls (télé-réalité, 2012–2013)
- Girls Who Like Boys Who Like Boys (en) (téléréalité, 2010–2012)

### Documentaire
- Anatomy of a Scene (en) (2001–2005)
- Iconoclastes (en) (2005–2012)
- Brick City (en) (2009–2011)
- No One Saw a Thing (en) (dès le 31 juillet 2019)[13]

### Autres
- All on the Line with Joe Zee (mode, 2011–2012)
- The Mortified Sessions (en) (talk-show, 2011–2012)

### Rediffusions
- Angela, 15 ans (My So-Called Life) (1994–1995)
- Une femme de confiance (2011)
- Carlos (2010)
- Freaks and Geeks (1999–2000)
- Love
- Transgeneration (2005)
- Live from Abbey Road (en) (2007)
- Shameless (2007)